# 柏谷巴絵
柏谷巴絵（かしわや ともえ）は宮城県出身の日本の舞台女優。劇団四季所属｡

## 人物
8歳から地元のミュージカル劇団に所属し、歌、ダンス、演技のレッスンを重ねる。劇団四季入団以前にも、数多くの舞台経験を持つ。
「オペラ座の怪人」の観劇をきっかけに四季を目指す。
2006年研究所入所。
「マンマ・ミーア！」で四季の初舞台を踏む。
「ユタと不思議な仲間たち」東北特別招待公演にも参加している。

## 主な出演作品
- ウィキッド（アンサンブル､エルファバ-未登板）
- マンマ・ミーア!（アンサンブル）
- ドリーミング（水）
- ユタと不思議な仲間たち（ダンジャ）
- アラジン（アンサンブル）
- リトルマーメイド（アンサンブル/アティーナ）
- アナと雪の女王（バルダ）